# Amálie Švábíková
Amálie Švábíková (ur. 22 listopada 1999 w Kadaniu) – czeska lekkoatletka specjalizująca się w skoku o tyczce, medalistka halowych mistrzostw Europy w 2023, mistrzyni świata juniorek w 2018.
Zwyciężyła w skoku o tyczce na mistrzostwach świata juniorów w 2018 w Tampere. Zdobyła srebrny medal w tej konkurencji na młodzieżowych mistrzostwach Europy w 2019 w Gävle i złoty medal na kolejnych młodzieżowych mistrzostwach Europy w 2021 w Tallinnie.
Zdobyła brązowy medal na halowych mistrzostwach Europy w 2023 w Stambule, przegrywając jedynie z Wilmą Murto z Finlandii i Tiną Šutej ze Słowenii.
Była mistrzynią Czech w skoku o tyczce w 2018, 2020 i 2022 oraz wicemistrzynią w 2017, 2019 i 2021, a w hali mistrzynią w latach 2021–2023, wicemistrzynią w latach 2019–2019 i brązową medalistką w 2020.
Jest aktualną (marzec 2025) rekordzistką Czech z wynikiem 4,80 m, uzyskanym 7 sierpnia 2024 w Paryżu oraz halową rekordzistką Czech z rezultatem 4,72 m, uzyskanym 18 lutego 2023 w Ostrawie.

## Osiągnięcia
| Rok  | Impreza                                 | Miejsce     | Lokata       | Wynik |
| ---- | --------------------------------------- | ----------- | ------------ | ----- |
| 2015 | Olimpijski festiwal młodzieży Europy    | Tbilisi     | 3. miejsce   | 3,90  |
| 2016 | Mistrzostwa Europy juniorów młodszych   | Tbilisi     | 3. miejsce   | 4,05  |
| 2016 | Mistrzostwa świata juniorów             | Bydgoszcz   | 7. miejsce   | 4,10  |
| 2017 | Mistrzostwa Europy juniorów             | Grosseto    | 5. miejsce   | 4,05  |
| 2017 | Mistrzostwa świata                      | Londyn      | kwalifikacje | NM    |
| 2018 | Mistrzostwa świata juniorów             | Tampere     | 1. miejsce   | 4,51  |
| 2018 | Mistrzostwa Europy                      | Berlin      | 9. miejsce   | 4,30  |
| 2019 | Halowe mistrzostwa Europy               | Glasgow     | kwalifikacje | 4,40  |
| 2019 | Młodzieżowe mistrzostwa Europy          | Gävle       | 2. miejsce   | 4,35  |
| 2021 | I liga drużynowych mistrzostw Europy    | Kluż-Napoka | 5. miejsce   | 4,35  |
| 2021 | Młodzieżowe mistrzostwa Europy          | Tallinn     | 1. miejsce   | 4,50  |
| 2022 | Halowe mistrzostwa świata               | Belgrad     | 9. miejsce   | 4,45  |
| 2022 | Mistrzostwa świata                      | Eugene      | kwalifikacje | 4,20  |
| 2022 | Mistrzostwa Europy                      | Monachium   | kwalifikacje | 4,40  |
| 2023 | Halowe mistrzostwa Europy               | Stambuł     | 3. miejsce   | 4,70  |
| 2023 | I dywizja drużynowych mistrzostw Europy | Chorzów     | 3. miejsce   | 4,60  |
| 2023 | Mistrzostwa świata                      | Budapeszt   | 11. miejsce  | 4,50  |
| 2024 | Halowe mistrzostwa świata               | Glasgow     | 6. miejsce   | 4,65  |
| 2024 | Mistrzostwa Europy                      | Rzym        | 4. miejsce   | 4,58  |
| 2024 | Igrzyska olimpijskie                    | Paryż       | 5. miejsce   | 4,80  |
| 2025 | Halowe mistrzostwa Europy               | Apeldoorn   | 6. miejsce   | 4,65  |
| 2025 | Halowe mistrzostwa świata               | Nankin      | 5. miejsce   | 4,60  |
| 2025 | I dywizja drużynowych mistrzostw Europy | Madryt      | 1. miejsce   | 4,65  |

## Rekordy życiowe
- skok o tyczce – 4,80 m (7 sierpnia 2024, Paryż)
- skok o tyczce (hala) – 4,72 m (18 lutego 2023, Ostrawa)